# Eudaphaenura splendens
Eudaphaenura splendens là một loài bướm đêm trong họ Noctuidae.